# 美食評論家
美食評論家，又有飲食評論家、飲食家、食評人、食家等稱謂，俗稱食經演員。一般指在飲食雜誌或報章上編寫食評的人，亦可為一些為一些廚藝大賽、食肆比賽擔任評判的飲食界的權威人士或專家。

## 香港
梁文韜
梁文韜是一位廚師、亦是電視節目主持人及榮華集團主席。其有食神及韜哥的稱號。他自19歲開始便到灣仔榮華酒樓學廚，後在新界元朗大榮華酒樓擔任大廚，以傳統圍村菜聞名。近年開始在無綫電視飲食節目《日日有食神》擔任主持並將香港地道飲食到外地美食一一介紹，憑藉其對飲食的豐富認識，加上肥胖的身型，其食家形象因而深入民心。他是一个利益为重的人。他為生招牌的大榮華酒樓，近日推出一款罐裝「鵝肝醬」，以大平賣益食家作招徠，吸引不少愛「鵝肝」一族幫襯。不過有市民買回家後，一嚐味道發現只有豬膶味，細看罐上的成分標籤，原來只有豬肝沒有鵝肝。
唯靈
唯靈是資深飲食界的權威。現為多個飲食機構及團體的成員，包括香港飲食業東主協會主席、國際飲食旅遊作家協會遠東區主席、嶺南會所贊助會員、稻香集團名譽顧問。其曾在《大公報》撰寫食評專欄，現時則於《信報》撰寫專欄《飲情食趣》。
陳夢因
〈特級校對〉是陳夢因的筆名， (1910-1997)， 撰寫飲食專欄「食經」，為香港報業寫飲食專欄第一人。在五十年代曾擔當《星島日報》總編輯的職務，每天須看「大樣」，因常自嘲為「特級」校對，故以「特級校對」作筆名。「食經」推出後廣受歡迎，成為長壽專欄，同年七月結集成書，出版單行本共十集。他六十年代退休後，移民到美國加州三藩市灣區長居，到一九九七年逝世。今年商務印書館 （页面存档备份，存于）按內容主題重新編排，以彰顯特級校對的飲食理念，同時使讀者更能體味這位前輩食家的行文用心所在。
蔡瀾
蔡瀾，早自1980年代起開始寫作，並推出過多套以飲食為題材的作品，內容以食經及遊記為主，後亦曾在香港飲食雜誌撰寫專欄。1990年代中，蔡瀾開始進軍飲食業，曾推出過「暴暴茶」及「暴暴飯焦」等食品，亦曾在香港開設食肆，包括「粗菜館」及「豬油撈飯」。1997年，以蔡瀾名義出了一本書，名為《EATING IN HONG KONG 1997》，出版社為星駿。
1998年則主持無綫電視製作，國泰航空贊助的旅遊飲食節目《蔡瀾嘆世界》。節目中經常帶着一個黃布袋，與一眾電視女藝人，如李綺虹等周遊各國，每次均介紹高級料理和旅遊生活，其獨特的個人風格亦令其節目有別於當時一般的旅遊飲食節目，因此大受歡迎。蔡瀾亦曾任日本富士電視台美食節目《料理鐵人》的評審。近年在紅磡黃埔花園及澳門開設「蔡瀾美食坊」，以網羅不少地道的著名食肆為特色，包括廣東燒味、金鳳餐廳和春和園餃子等。2010年，在新加坡出生的蔡瀾，接受《新明日報》訪問，宣稱“新加坡獅城美食”有形無味，新加坡人“小氣”、“怕輸”、”“不能接受批評”，“吉隆坡食物比新加坡好”，隨即又解釋“新加坡某些攤販售賣的食物比吉隆坡好”，因说辞反覆而引起網民爭議和质疑。2014年，蔡澜再批新加坡美食，声称新加坡华人美食没有以前味道，甚至还指“华人美食已不存在”，被网民指炒作，对新加坡美食没有发言权。

## 台灣
- 韓良露
- 胡天蘭
- 梁幼祥

焦桐